# Дьюла Женгеллер
Дьюла Женгеллер (угор. Zsengellér Gyula; 27 грудня 1915, Цеглед — 29 березня 1999, Нікосія) — угорський футболіст, що грав на позиції нападника. По завершенні ігрової кар'єри — футбольний тренер. Виступав, зокрема, за клуб «Уйпешт», а також національну збірну Угорщини.
Один з найкращих нападників Європи свого часу. Чотириразовий чемпіон Угорщини, п'ятиразовий найкращий бомбардир чемпіонату Угорщини, володар Кубка Мітропи, срібний призер чемпіонату світу 1938 року. Входить до двадцятки найкращих бомбардирів за історію футболу з результатом 522 м'ячі в офіційних матчах.

## Клубна кар'єра в Угорщині
Народився 27 грудня 1915 року в місті Цеглед. Вихованець юнацьких команд футбольних клубів «Цегледі» і «Шалготар'ян».
На найвищому рівні дебютував 1935 року виступами в команді «Шалготар'ян». Клуб посів у чемпіонаті передостаннє місце і вилетів, але його молодий нападник проявив себе з найкращого боку, відзначившись 19-ма голами із 39 командних і таким чином привернув до себе увагу з боку провідних команд країни. Дьюла обрав стан срібного призера чемпіонату — «Уйпешта».
У новій команді Женгеллер дебютував у офіційних матчах в Кубку Мітропи в червні 1936 року. «Уйпешт» зустрічався з італійським «Торіно», якому без Дьюли програв перший матч з рахунком 0:2. Вдома угорська команда здобула впевнену перемогу з рахунком 5:0, а Женгеллер відзначив свій дебют голом з пенальті на 84-й хвилині. Уже у наступній грі Дьюла забив єдиний і переможний гол у виїзному чвертьфінальному матчі проти чехословацького клубу «Простейов». Ще два м'ячі у тому розіграші він забив у півфінальній грі проти віденської «Аустрії», що завершилась поразкою «Уйпешта» з рахунком 2:5 і вильотом зі змагань.
Дуже результативним вийшов дебютний сезон для Женгеллера в чемпіонаті Угорщини. З 36-ма голами він став другим бомбардиром ліги, поступившись одним м'ячем лише представнику «Хунгарії» Ласло Чеху. «Уйпешт» ж посів лише третє місце, пропустивши вперед своїх головних конкурентів «Хунгарію» і «Ференцварош» на 5 і 6 очок відповідно. Основними партнерами Дьюли по лінії нападу в команді були Ліпот Каллаї, Єне Вінце, Геза Кочиш. Однією з найсильніших ланок команди також була лінія півзахисту, де грали збірники Анталь Салаї, Дьордь Сюч і Іштван Балог.
Влітку 1937 року «Уйпешт» знову вибув з Кубку Мітропи від «Аустрії» (4:5, 1:2), цього разу у чвертьфіналі. Женгеллер у чотирьох матчах турніру забив 8 голів.
Чемпіонат 1937/38 року «Уйпешт» завершив на другому місці після «Ференцвароша», а Женгеллер на першому у списку бомбардирів з результатом у 31 гол. По завершенні сезону команда провалилась у Кубку Мітропи. В домашній грі проти румунського «Рапіда» «Уйпешт» упевнено переміг з рахунком 4:1 (три на рахунку Дьюли). У Бухаресті ж угорські футболісти зазнали сенсаційної поразки з рахунком 0:4. Два голи були забиті в кінцівці матчу, а одним з найкращих гравців на полі був Іштван Авар — легенда і колишній лідер атаки «Уйпешта», що грав у команді ще до приходу Женгеллера.
Перемоги до «Уйпешта» прийшли після появи на тренерському містку Бели Гуттманна у 1938 році. У напруженій боротьбі команді вдалося випередити на 1 очко «Ференцварош». Обидва клуби багато забивали: на 107 голів «Уйпешта», «Ференцварош» відповів 121 голом, але майбутній чемпіон значно менше пропускав. Зі 107 командних голів «Уйпешта» більше ніж половина на рахунку Дьюли Женгеллера — 56 голів. З таким феноменальним результатом він став не лише найкращим бомбардиром угорського чемпіонату, але й найрезультативнішим гравцем в усіх європейських і світових вищих дивізіонах того сезону. Протягом сезону Дьюла тричі забивав по шість м'ячів за гру, двічі — п'ять, одного разу — чотири, а також чотири рази робив хет-трик. З кінця листопада 1938 року і майже по кінець травня 1939 року видав серію з 12 матчів чемпіонату поспіль, у яких забивав хоча б один гол.
Другий великий успіх того року прийшов до «Уйпешта» влітку, коли команда виграла Кубок Мітропи 1939. Одним з головних творців тієї перемоги став також Женгеллер. У чвертьфінальній грі проти «Амброзіани-Інтер» він забив лише один гол, але дуже важливий. Стався він на 85-й хвилині матчу-відповіді, коли угорці поступались з загальним рахунком 2:3. Точний удар Дьюли зрівняв рахунок за сумою двом матчів, а переможний гол за три хвилини забив Геза Кочиш. У півфіналі «Уйпешт» поступився у першому матчі з рахунком 2:4 югославському БСК. У матчі-відповіді після першого тайму рахунок був рівним 1:1, що цілком влаштовувало суперника. В другій половині Женгеллер забив п'ять м'ячів, чим вирішив долю матчу на користь своєї команди — 7:1. У фінальному матчі зійшлись два принципових суперники — «Уйпешт» і «Ференцварош». На вістрі атак обох команд суперзірки світового футболу того часу: Дьюла Женгеллер проти Дьордя Шароші. Партнери по збірній — суперники у клубах. В першій грі на стадіоні «Ференцвароша» Шароші відзначається лише одним голом, на що Женгеллер відповів двома, ще два голи забив Кочиш, що зробило перемогу гостей дуже переконливою — 1:4. У матчі-відповіді команди зіграли 2:2, що принесло Женгеллеру титул переможця трофею, а також звання найкращого бомбардира турніру. Загалом у Кубку Мітропи на його рахунку 19 зіграних матчів і 24 забитих голи. З таким результатом у списку найкращих бомбардирів турніру він ділить 4-е місце з австрійцем Маттіасом Сінделаром.
Наступний чемпіонат 1939/40 року для Женгеллера вийшов неповноцінним. Посеред сезону він отримав травму, через яку загалом зіграв лише 12 матчів. Клуб посів у чемпіонаті третє місце. Через рік команда піднялась на друге місце, але при цьому безнадійно відстала від «Ференцвароша» на 9 очок. Цей сезон є примітним тим, що у команді з'явився молодий нападник Ференц Суса, з яким Женгеллер буде добре взаємодіяти в атаці і протягом наступних років складатиме ударний дует нападників у клубі і збірній. У воєнні роки «Уйпешт» переживатиме зміну поколінь, що супроводжуватиметься певним спадом у результатах. Незважаючи на це, Дьюла продовжував забивати. У найбільш невдалі для клубу роки, коли команда займала сьоме і п'яте місця, Женгеллер ще двічі вигравав звання найкращого бомбардира першості. Третій поспіль і п'ятий загалом титул голеадора чемпіонату Угорщини Дьюла виграв 1945 року разом зі званням чемпіона.
У реформованому чемпіонаті 1945/46 року, що складатиметься з двох етапів, «Уйпешт» знову здобув перемогу показавши надзвичайну результативність — 210 голів у 44 матчах. Женгеллер відзначився 51-м голом, але не став найкращим бомбардиром першості. Нападник «Ференцвароша» Ференц Деак забив у тому чемпіонаті 66 голів. Висока результативність була загальною тенденцією угорського чемпіонату тих часів. Одночасно у тому сезоні у чемпіонаті грали як знамениті ветерани-бомбардири Дьюла Женгеллер, Дьордь Шароші і Геза Тольді, так і молоді нападники, майбутні зірки угорського і світового футболу — Ференц Пушкаш, Ференц Деак, Нандор Хідегкуті, Шандор Кочиш, Ладіслав Кубала, Іштван Ньєрш, Ференц Суса, Дьюла Сіладьї, Ласло Будаї.

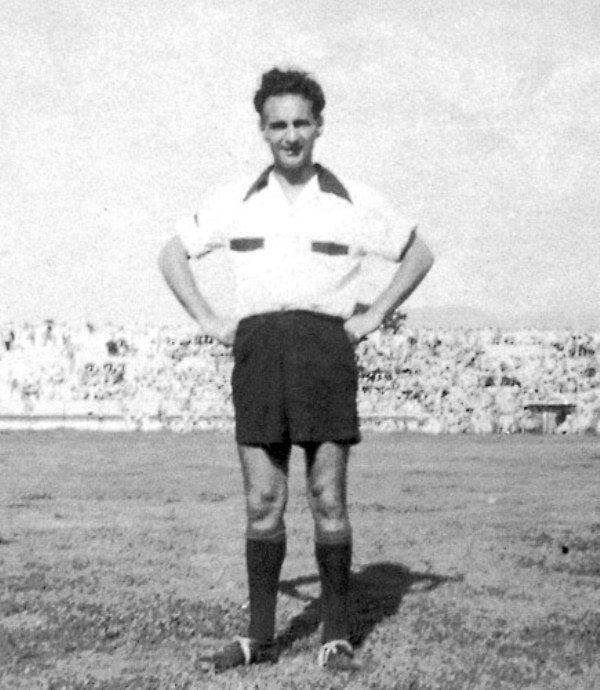
Дьюла Женгеллер у складі «Роми»

Третій поспіль титул чемпіона Угорщини Женгеллер здобув у чемпіонаті 1945/46 року. Посеред наступного сезону він залишив угорський чемпіонат. Загалом за роки виступів на батьківщині Дьюла забив 387 голів і з таким результатом посідає третє місце в історичній таблиці угорських бомбардирів, поступаючись лише Імре Шлоссеру і Ференцу Сусі.

## Клубна кар'єра за кордоном
1947 року Дьюла Женгеллер залишив Угорщину і перебрався до італійської «Роми». В новому клубі йому не вдалося проявити своїх найкращих якостей — лише 6 голів за два сезони. Женгеллер не зумів призвичаїтись до жорсткої гри захисників у Серії А та й вік брав своє. В «Анконітані» він показав хорошу результативність, але новий клуб гравця виступав лише в Серії С.
Женгеллер перейшов на тренерську діяльність, але у 1951 році пристав на пропозицію клубу «Депортіво Самаріос» і подався до далекої Колумбії. Футбол у країні переживав епоху, що називалась «Ельдорадо». Футбольна ліга вийшла з-під контролю ФІФА і клуби за великі гроші почали збирати під своїми знаменами провідних футболістів Південної Америки (в тому числі таких суперзірок як Альфредо Ді Стефано і Адольфо Педернера). Немало європейських футболістів також перебирались до колумбійського чемпіонату. Новостворений клуб «Депортіво Самаріос» зробив ставку якраз на вихідців зі Старого світу, запросивши до своїх лав 9 угорських футболістів, а також італійців, румунів, югославів. Женгеллер був граючим тренером команди і одним з головних бомбардирів, забивши за два сезони 23 м'ячі, а сам клуб тримався трохи нижче середини, посідаючи відповідно 14-те і 11-те місця.

## Виступи за збірну
2 грудня 1936 року дебютував в офіційних матчах у складі національної збірної Угорщини у товариській грі проти Англії у Лондоні на стадіоні «Хайбері», що завершився перемогою господарів з рахунком 6:2. Уже у наступній грі Женгеллер забив 3 м'ячі у ворота збірної Швейцарії у матчі Кубка Центральної Європи, що завершився перемогою угорців за рахунком 5:1. Досить швидко Дьюла став незамінним гравцем основи і перед чемпіонатом світу, що мав пройти у 1938 році у Франції, розглядався як одна з головних надій збірної. У кваліфікації до змагань Женгеллер забив п'ять голів у ворота Греції (11:1).
Перед початком змагань угорська збірна розглядалась як один з головних фаворитів на вихід до фіналу змагань, адже команда потрапила до більш легкої половини сітки, де реальним конкурентом мадярів спеціалісти розглядали лише збірну Німеччини, підсилену після Аншлюсу футболістами з Австрії. Але й німці завчасно вибули з боротьби, поступившись у першому раунді добре організованій команді Швейцарії. Угорщина мала потужну лінію нападу, де поряд з Женгеллером виступало багато відомих гравців: Дьордь Шароші, Вільмош Кохут, Геза Тольді, Єне Вінце, Паль Тіткош. Хорошу підтримку отримувала атакувальна ланка і від півзахисту, де виступали не менш відомі у тогочасному футбольному світі Дьюла Лазар, Анталь Салаї, Йожеф Турай і Дьордь Сюч. Угорці виправдали сподівання спеціалістів і уболівальників, впевнено діставшись фіналу. У 1/8 фіналу була переможена екзотична збірна Голландської Ост-Індії — 6:0, а по два голи забили Шароші і Женгеллер. Ці ж футболісти відзначались і у чвертьфінальній грі проти Швейцарії, що завершився перемогою 2:0. Три голи забив Женгеллер у півфіналі у ворота збірної Швеції (5:1), хоча один з них більшість джерел усе ж зараховують як автогол шведського захисника. У фіналі на Угорщину чекав чинний чемпіон світу — збірна Італії. Мадяри розраховували переграти суперника за рахунок техніки, натомість поступились у боротьбі. Перед фіналом тренерський штаб вирішив змінити високих і потужних Тольді і Турая на технічних і невисоких Вінце і Сюча, що у підсумку було визнано учасниками і очевидцями матчу як стратегічна помилка. Італійці перемогли 4:2. Женгеллер увійшов до числа найкращих бомбардирів змагань, поступившись лише бразильцю Леонідасу, а також був включений до символічної збірної змагань.
У передвоєнні, воєнні і післявоєнні роки збірна Угорщини (як і інші європейські збірні) проводила не дуже багато матчів, тому й на рахунку Дьюли за 11 років у національній команді назбиралось не так і багато офіційних матчів — 39, у яких він забив 32 голи. В той же час угорська збірна часто грала проти клубних команд, а також, як збірна Будапешту, проти збірних міст. На рахунку Женгеллера участь у 38-ми таких поєдинках, у яких він забив 27 голів.
Свій останній матч за збірну Дьюла Женгеллер зіграв перед від'їздом до Італії 20 серпня 1947 року. Ветеран команди вийшов на 56-й хвилині на заміну у грі Балканського кубку проти Албанії (3:0). У підсумку угорці виграли цей турнір і Дьюла цілком може вважатися одним з його переможців.

## Кар'єра тренера
Розпочав тренерську кар'єру в італійському клубі «Козенца» в 1950 році. Але уже через рік відправився у Колумбію в клуб «Депортіво Самаріос», де два роки був граючим тренером і рік тренером.
У 1953 році Женгеллер очолив клуб із Кіпру «Пезопорікос», з яким у першому ж сезоні виграв національний чемпіонат. Попрацювавши у ще одній кіпрській команді АПОЕЛ, Дьюла отримав запрошення очолити збірну Кіпру. На той час команда не проводила офіційних матчів, що занесені до реєстру ФІФА.
В подальшому Женгеллер тренував у італійських клубах нижчих дивізіонів «Козенца», «Салернітана» і «Равенна», після чого повернувся до Кіпру в клуби «Аполлон» (Каламарія) і «Анортосіс». Була у кар'єрі Женгеллера також робота в Греції в команді «Олімпіакос» з міста Волос, що також не виступав у найвищому дивізіоні своєї країни.
Вчергове повернувшись до Кіпру, Дьюла здобув кубок країни з командою АПОЕЛ. Кіпрський АПОП став останнім місцем тренерської роботи Дьюли Женгеллера, головним тренером якого він був до 1979 року.
Помер 29 березня 1999 року на 84-му році життя у місті Нікосія.
| Дата       | Місто          | Господарі  | Результат | Гості                   | Турнір                             | Голи | Примітки        |
| ---------- | -------------- | ---------- | --------- | ----------------------- | ---------------------------------- | ---- | --------------- |
| 2/12/1936  | Лондон         | Англія     | 6 – 2     | Угорщина                | товариський матч                   | -    |                 |
| 11/4/1937  | Базель         | Швейцарія  | 1 – 5     | Угорщина                | Кубок Центральної Європи 1936-1938 | 3    |                 |
| 9/5/1937   | Будапешт       | Угорщина   | 1 – 1     | Югославія               | товариський матч                   | -    |                 |
| 19/9/1937  | Будапешт       | Угорщина   | 8 – 3     | Чехословаччина          | товариський матч                   | 1    |                 |
| 10/10/1937 | Відень         | Австрія    | 1 – 2     | Угорщина                | Кубок Центральної Європи 1936-1938 | -    |                 |
| 9/1/1938   | Лісабон        | Португалія | 4 – 0     | Угорщина                | товариський матч                   | -    |                 |
| 16/1/1938  | Люксембург     | Люксембург | 0 – 6     | Угорщина                | товариський матч                   | 1    |                 |
| 20/3/1938  | Нюрнберг       | Німеччина  | 1 – 1     | Угорщина                | товариський матч                   | -    |                 |
| 25/3/1938  | Будапешт       | Угорщина   | 11 – 1    | Греція                  | Відбір до ЧС 1938                  | 5    |                 |
| 5/6/1938   | Реймс          | Угорщина   | 6 – 0     | Нідерландська Ост-Індія | ЧС 1938 - 1/8 фіналу               | 2    |                 |
| 12/6/1938  | Лілль          | Угорщина   | 2 – 0     | Швейцарія               | ЧС 1938 - чвертьфінал              | 1    |                 |
| 16/6/1938  | Париж          | Угорщина   | 5 – 1     | Швеція                  | ЧС 1938 - півфінал                 | 2    |                 |
| 19/6/1938  | Париж          | Угорщина   | 2 – 4     | Італія                  | ЧС 1938 - Фінал                    | -    |                 |
| 26/2/1939  | Роттердам      | Нідерланди | 3 – 2     | Угорщина                | товариський матч                   | 1    |                 |
| 16/3/1939  | Париж          | Франція    | 2 – 2     | Угорщина                | товариський матч                   | -    |                 |
| 19/3/1939  | Корк           | Ірландія   | 2 – 2     | Угорщина                | товариський матч                   | 1    |                 |
| 2/4/1939   | Цюрих          | Швейцарія  | 3 – 1     | Угорщина                | товариський матч                   | -    |                 |
| 8/6/1939   | Будапешт       | Угорщина   | 1 – 3     | Італія                  | товариський матч                   | -    |                 |
| 27/8/1939  | Варшава        | Польща     | 4 – 2     | Угорщина                | товариський матч                   | 1    |                 |
| 24/9/1939  | Будапешт       | Угорщина   | 5 – 1     | Німеччина               | товариський матч                   | 3    |                 |
| 20/10/1939 | Бухарест       | Румунія    | 1 – 1     | Угорщина                | товариський матч                   | -    |                 |
| 23/3/1941  | Белград        | Югославія  | 1 – 1     | Угорщина                | товариський матч                   | -    |                 |
| 6/4/1941   | Кельн          | Німеччина  | 7 – 0     | Угорщина                | товариський матч                   | -    |                 |
| 3/5/1942   | Будапешт       | Угорщина   | 3 – 5     | Німеччина               | товариський матч                   | 1    |                 |
| 14/6/1942  | Будапешт       | Угорщина   | 1 – 1     | Хорватія                | товариський матч                   | -    | Капітан команди |
| 16/5/1943  | Женева         | Швейцарія  | 1 – 3     | Угорщина                | товариський матч                   | 1    |                 |
| 6/6/1943   | Софія (місто)  | Болгарія   | 2 – 4     | Угорщина                | товариський матч                   | 4    |                 |
| 12/9/1943  | Стокгольм      | Швеція     | 2 – 3     | Угорщина                | товариський матч                   | 1    |                 |
| 15/9/1943  | Гельсінкі      | Фінляндія  | 0 – 3     | Угорщина                | товариський матч                   | -    |                 |
| 7/11/1943  | Будапешт       | Угорщина   | 2 – 7     | Швеція                  | товариський матч                   | -    |                 |
| 19/8/1945  | Будапешт       | Угорщина   | 2 – 0     | Австрія                 | товариський матч                   | 1    |                 |
| 20/8/1945  | Будапешт       | Угорщина   | 5 – 2     | Австрія                 | товариський матч                   | 1    |                 |
| 30/9/1945  | Будапешт       | Угорщина   | 7 – 2     | Румунія                 | товариський матч                   | 1    |                 |
| 14/4/1946  | Відень         | Австрія    | 3 – 2     | Угорщина                | товариський матч                   | 1    |                 |
| 6/10/1946  | Будапешт       | Угорщина   | 2 – 0     | Австрія                 | товариський матч                   | -    |                 |
| 30/10/1946 | Еш-сюр-Альзетт | Люксембург | 2 – 7     | Угорщина                | товариський матч                   | -    | Капітан команди |
| 4/5/1947   | Будапешт       | Угорщина   | 5 – 2     | Австрія                 | товариський матч                   | -    | Капітан команди |
| 11/5/1947  | Турин          | Італія     | 3 – 2     | Угорщина                | товариський матч                   | -    | Капітан команди |
| 20/8/1947  | Будапешт       | Угорщина   | 3 – 0     | Албанія                 | Балканський кубок                  | -    |                 |
| Усього     |                | Матчів     | 39        |                         | Голів                              | 32   |                 |

## Титули і досягнення

### Як гравця
- Срібний призер чемпіонату світу (1):

Угорщина: 1938
- Чемпіон Угорщини (4):

«Уйпешт»: 1938-39, 1945, 1945-46, 1946-47
- Володар Кубка Мітропи (1):

«Уйпешт»: 1939
- Переможець Балканського кубку (1):

Угорщина: 1947

### Як тренера
- Чемпіон Кіпру (1):

«Пезопорікос»: 1953–1954
- Володар кубка Кіпру (1):

АПОЕЛ: 1975–1976

### Особисті
- Найкращий футболіст Угорщини: 1939
- Найкращий бомбардир чемпіонату Угорщини: 1937–1938 (31), 1938–1939 (56), 1942–1943 (26)[16], 1943–1944 (33), 1945 (36)
- Найкращий бомбардир європейських національних чемпіонатів: 1938-39 (56), 1945 (36)
- Найкращий бомбардир Кубка Мітропи: 1939 (9)